# Thomomys townsendii
Espèce
Statut de conservation UICN

 LC  : Préoccupation mineure
Thomomys townsendii est une espèce de rongeurs de la famille des Geomyidae. Ce gaufre à larges abajoues se rencontre en Amérique du Nord.
Cette espèce a été décrite pour la première fois en 1839 par John Bachman (1790-1874), un pasteur et naturaliste américain.

## Liste des sous-espèces
Selon NCBI (13 nov. 2012) :
- sous-espèce Thomomys townsendii bachmani
- sous-espèce Thomomys townsendii relictus
- sous-espèce Thomomys townsendii townsendii